# Onzième district congressionnel du New Jersey
Le 11e district congressionnel du New Jersey est un district de banlieue du nord du New Jersey. Le district comprend des parties des comtés d'Essex, Morris et Passaic. Il est centré dans le Comté de Morris.
Le 11e district congressionnel, ainsi que le 12e, ont été créés en 1913 sur la base des résultats du recensement de 1910 et étaient centrés dans le comté d'Essex. Le siège du Congrès a été occupé par les démocrates pendant près de 36 ans sous Hugh Joseph Addonizio et Joseph Minish. Le redécoupage de 1980 a déplacé le centre du district vers le Comté de Morris, dominé par les républicains. Le Républicain Dean Gallo a battu le Démocrate sortant Joseph Minish en place depuis 22 ans en 1984. Le district est devenu l'un des districts républicains les plus fiables du Nord-Est. Il est traditionnellement de tendance républicaine, mais est devenu légèrement plus démocrate ces dernières années et est représenté par la Démocrate Mikie Sherrill depuis 2019.
Depuis 2023, le 11e district a perdu toutes ses villes du Comté de Sussex et a gagné plusieurs nouvelles villes du Comté d'Essex, comme Millburn et Belleville, mais contient toujours la majeure partie du Comté de Morris. La version actuelle du district n'est pas aussi compétitive et est nettement plus démocrate.

## Comtés et municipalités dans le district
Pour le 118e Congrès et les successifs (basés sur le redécoupage à la suite du recensement de 2020), le district contient tout ou partie de trois comtés et 46 municipalités.

### Comté d'Essex(15)
Belleville, Bloomfield, Cedar Grove, Fairfield, Glen Ridge, Livingston, Maplewood, Millburn, Montclair (en partie; également le 10e), North Caldwell, Nutley, Roseland, South Orange, West Caldwell.

### Comté de Morris(27)
Boonton, Boonton Township, Butler, Chatham Borough, Chatham Township, Denville, Dover, East Hanover, Florham Park, Hanover, Harding, Jefferson Township, Kinnelon, Lincoln Park, Madison, Mendham Township (en partie ; également le 7e), Montville, Morris Plains, Morris Township, Morristown, Mountain Lakes, Parsippany-Troy Hills, Pequannock, Randolph Township, Riverdale, Rockaway, Rockaway Township, Victory Gardens.

### Comté de Passaic(4)
Little Falls, Totowa, Wayne (en partie ; également le 9e), Woodland Park.

## Historique de vote
Résultats selon les frontières actuelles :
| Année | Poste      | Résultats                |
| ----- | ---------- | ------------------------ |
| 2016  | Président  | Clinton 53,8 % - 43,0 %  |
| 2017  | Gouverneur | Murphy 55,1 % - 43,1 %   |
| 2018  | Sénateur   | Menendez 52,7 % - 44,5 % |
| 2020  | Président  | Biden 57,8 % - 41,0 %    |
| 2020  | Sénateur   | Booker 57,3 % - 41,4 %   |
| 2021  | Gouverneur | Murphy 51,7 % - 47,6 %   |

Résultats selon les anciennes frontières :
| Année | Poste      | Résultats                        |
| ----- | ---------- | -------------------------------- |
| 2000  | Président  | Bush 54,0 % - 43,0 %             |
| 2004  | Président  | Bush 58,0 % - 42,0 %             |
| 2008  | Président  | McCain 54,0 % - 45,0 %           |
| 2012  | Président  | Romney 52,0 % - 47,0 %           |
| 2016  | Président  | Trump 48,8 % - 47,9 %            |
| 2017  | Gouverneur | Murphy 49,2 % - 48,5 %           |
| 2020  | Président  | Biden 52,7 % - 46,0 %            |
| 2020  | Sénateur   | Booker 50,2 % - 48,5 %           |
| 2021  | Gouverneur | Ciattarelli (en) 53,0 % - 46,4 % |

## Liste des Représentants du district
| Membre                          | Parti       | Années                           | Congrès     | Histoire électorale | Zone géographique                                                                                              |
| ------------------------------- | ----------- | -------------------------------- | ----------- | --- | --- |
| District établit le 4 mars 1913 |             |                                  |             | | |
| John J. Eagan (en)              | Démocrate   | 4 mars 1913 - 3 mars 1921        | 63e - 66e   | Élu en 1912. Réélu en 1914. Réélu en 1916. Réélu en 1918. Perd sa réélection. | 1913–1933 Parties d'Hudson (Guttenberg, Hoboken, North Bergen, Secaucus, Union City, Weehawken, West New York) |
| Archibald E. Olpp (en)          | Républicain | 4 mars 1921 - 3 mars 1923        | 67e         | Élu en 1920. Perd sa réélection. | 1913–1933 Parties d'Hudson (Guttenberg, Hoboken, North Bergen, Secaucus, Union City, Weehawken, West New York) |
| John J. Eagan (en)              | Démocrate   | 4 mars 1923 - 3 mars 1925        | 68e         | Élu en 1922. Perd sa renomination. | 1913–1933 Parties d'Hudson (Guttenberg, Hoboken, North Bergen, Secaucus, Union City, Weehawken, West New York) |
| Oscar L. Aug der Heide (en)     | Démocrate   | 4 mars 1925 - 3 mars 1933        | 69e - 72e   | Élu en 1924. Réélu en 1926. Réélu en 1928. Réélu en 1930. Redécoupage vers le 14e | 1913–1933 Parties d'Hudson (Guttenberg, Hoboken, North Bergen, Secaucus, Union City, Weehawken, West New York) |
| Peter Angel Cavicchia (en)      | Républicain | 4 mars 1933 - 3 janvier 1937     | 73e , 74e   | Redécoupage depuis le 9e district et réélu en 1932. Réélu en 1934. Perd sa réélection. | 1933–1965 Parties d'Essex (The Oranges et des parties de Newark)                                               |
| Edward L. O'Neill (en)          | Démocrate   | 3 janvier 1937 - 3 janvier 1939  | 75e         | Élu en 1936. Perd sa réélection | 1933–1965 Parties d'Essex (The Oranges et des parties de Newark)                                               |
| Albert L. Vreeland (en)         | Républicain | 3 janvier 1939 - 3 janvier 1943  | 76e , 77e   | Élu en 1938. Réélu en 1940. Retrait pour servir dans l'armée. | 1933–1965 Parties d'Essex (The Oranges et des parties de Newark)                                               |
| Frank Sundstrom (en)            | Républicain | 3 janvier 1943 - 3 janvier 1949  | 78e - 80e   | Élu en 1942. Réélu en 1944. Réélu en 1946. Perd sa réélection. | 1933–1965 Parties d'Essex (The Oranges et des parties de Newark)                                               |
| Hugh Joseph Addonizio (en)      | Démocrate   | 3 janvier 1949 - 30 juin 1962    | 81e - 87e   | Élu en 1948. Réélu en 1950. Réélu en 1952. Réélu en 1954. Réélu en 1956. Réélu en 1958. Réélu en 1960. Démissionne pour devenir Maire de Newark.                                                            | 1933–1965 Parties d'Essex (The Oranges et des parties de Newark)                                               |
| Vacant                          | Vacant      | 30 juin 1962 - 3 janvier 1963    | 87e         | | 1933–1965 Parties d'Essex (The Oranges et des parties de Newark)                                               |
| Joseph Minish (en)              | Démocrate   | 3 janvier 1963 - 3 janvier 1985  | 88e - 98e   | Élu en 1962. Réélu en 1964. Réélu en 1966. Réélu en 1968. Réélu en 1970. Réélu en 1972. Réélu en 1974. Réélu en 1976. Réélu en 1978. Réélu en 1980. Réélu en 1982. Perd sa réélection après le redécoupage. | 1933–1965 Parties d'Essex (The Oranges et des parties de Newark)                                               |
| Joseph Minish (en)              | Démocrate   | 3 janvier 1963 - 3 janvier 1985  | 88e - 98e   | Élu en 1962. Réélu en 1964. Réélu en 1966. Réélu en 1968. Réélu en 1970. Réélu en 1972. Réélu en 1974. Réélu en 1976. Réélu en 1978. Réélu en 1980. Réélu en 1982. Perd sa réélection après le redécoupage. | 1963–1967 Parties d'Essex (Maplewood, The Oranges, Verona et des parties de Newark)                            |
| Joseph Minish (en)              | Démocrate   | 3 janvier 1963 - 3 janvier 1985  | 88e - 98e   | Élu en 1962. Réélu en 1964. Réélu en 1966. Réélu en 1968. Réélu en 1970. Réélu en 1972. Réélu en 1974. Réélu en 1976. Réélu en 1978. Réélu en 1980. Réélu en 1982. Perd sa réélection après le redécoupage. | 1967–1973: Parties d'Essex (Maplewood, The Oranges et des parties de Newark)                                   |
| Joseph Minish (en)              | Démocrate   | 3 janvier 1963 - 3 janvier 1985  | 88e - 98e   | Élu en 1962. Réélu en 1964. Réélu en 1966. Réélu en 1968. Réélu en 1970. Réélu en 1972. Réélu en 1974. Réélu en 1976. Réélu en 1978. Réélu en 1980. Réélu en 1982. Perd sa réélection après le redécoupage. | 1973–1983: Parties d'Essex, Passaic (Little Falls et West Paterson) et Union (Hillside)                        |
| Joseph Minish (en)              | Démocrate   | 3 janvier 1963 - 3 janvier 1985  | 88e - 98e   | Élu en 1962. Réélu en 1964. Réélu en 1966. Réélu en 1968. Réélu en 1970. Réélu en 1972. Réélu en 1974. Réélu en 1976. Réélu en 1978. Réélu en 1980. Réélu en 1982. Perd sa réélection après le redécoupage. | 1983–1985 Parties de Bergen, Essex, Hudson, Morris et Passaic                                                  |
| Dean Gallo (en)                 | Républicain | 3 janvier 1963 - 3 janvier 1985  | 88e - 98e   | Élu en 1984. Réélu en 1986. Réélu en 1988. Réélu en 1990. Réélu en 1992. Retrait et décède avant le début du mandat suivant.                                                                                | 1985–1993 Parties d'Essex, Morris, Sussex et Warren                                                            |
| Dean Gallo (en)                 | Républicain | 3 janvier 1963 - 3 janvier 1985  | 88e - 98e   | Élu en 1984. Réélu en 1986. Réélu en 1988. Réélu en 1990. Réélu en 1992. Retrait et décède avant le début du mandat suivant.                                                                                | 1993–2003 Morris et des Parties d'Essex, Passaic, Somerset et Sussex                                           |
| Vacant                          | Vacant      | 6 novembre 1994 - 3 janvier 1995 | 103e        | | |
| Rodney Frelinghuysen            | Républicain | 3 janvier 1995 - 3 janvier 2019  | 104e - 115e | Élu en 1994. Réélu en 1996. Réélu en 1998. Réélu en 2002. Réélu en 2004. Réélu en 2006. Réélu en 2008. Réélu en 2010. Réélu en 2012. Réélu en 2014. Réélu en 2016. Retrait.                                 | |
| Rodney Frelinghuysen            | Républicain | 3 janvier 1995 - 3 janvier 2019  | 104e - 115e | Élu en 1994. Réélu en 1996. Réélu en 1998. Réélu en 2002. Réélu en 2004. Réélu en 2006. Réélu en 2008. Réélu en 2010. Réélu en 2012. Réélu en 2014. Réélu en 2016. Retrait.                                 | 2003–2013 Morris et des parties d'Essex, Passaic, Somerset et Sussex                                           |
| Rodney Frelinghuysen            | Républicain | 3 janvier 1995 - 3 janvier 2019  | 104e - 115e | Élu en 1994. Réélu en 1996. Réélu en 1998. Réélu en 2002. Réélu en 2004. Réélu en 2006. Réélu en 2008. Réélu en 2010. Réélu en 2012. Réélu en 2014. Réélu en 2016. Retrait.                                 | 2013–2023 Parties d'Essex, Morris, Passaic et Sussex                                                           |
| Mikie Sherrill                  | Démocrate   | 3 janvier 2019 - Présent         | 116e - 118e | Élue en 2018. Réélue en 2020. Réélue en 2022. | |
| Mikie Sherrill                  | Démocrate   | 3 janvier 2019 - Présent         | 116e - 118e | Élue en 2018. Réélue en 2020. Réélue en 2022. | 2023–Présent Parties d'Essex, Morris et Passaic                                                                |

## Résultats des récentes élections
Voici les résultats des dix précédents cycles électoraux dans le district.

### 2004
| Élection de 2004 du 11e district congressionnel du New Jersey | Élection de 2004 du 11e district congressionnel du New Jersey | Élection de 2004 du 11e district congressionnel du New Jersey | Élection de 2004 du 11e district congressionnel du New Jersey | Élection de 2004 du 11e district congressionnel du New Jersey |
| ------------------------------------------------------------- | ------------------------------------------------------------- | ------------------------------------------------------------- | ------------------------------------------------------------- | ------------------------------------------------------------- |
| Parti                                                         | Parti                                                         | Candidat                                                      | Votes                                                         | %                                                             |
|                                                               | Républicain                                                   | Rodney Frelinghuysen (sortant)                                | 200 915                                                       | 67,9                                                          |
|                                                               | Démocrate                                                     | James W. Buell                                                | 91 811                                                        | 31,0                                                          |
|                                                               | Indépendant                                                   | John Mele                                                     | 1746                                                          | 0,6                                                           |
|                                                               | Indépendant                                                   | Austin S. Lett                                                | 1530                                                          | 0,5                                                           |
| Total des votes                                               | Total des votes                                               | Total des votes                                               | 296 002                                                       | 100%                                                          |
|                                                               | Les Républicains conservent                                   |                                                               |                                                               |                                                               |

### 2006
| Élection de 2006 du 11e district congressionnel du New Jersey | Élection de 2006 du 11e district congressionnel du New Jersey | Élection de 2006 du 11e district congressionnel du New Jersey | Élection de 2006 du 11e district congressionnel du New Jersey | Élection de 2006 du 11e district congressionnel du New Jersey |
| ------------------------------------------------------------- | ------------------------------------------------------------- | ------------------------------------------------------------- | ------------------------------------------------------------- | ------------------------------------------------------------- |
| Parti                                                         | Parti                                                         | Candidat                                                      | Votes                                                         | %                                                             |
|                                                               | Républicain                                                   | Rodney Frelinghuysen (sortant)                                | 126 085                                                       | 62,1                                                          |
|                                                               | Démocrate                                                     | Tom Wyka                                                      | 74 414                                                        | 36,6                                                          |
|                                                               | Libertarien                                                   | Richard S. Roth                                               | 1730                                                          | 0,9                                                           |
|                                                               | Constitution                                                  | John Mele                                                     | 842                                                           | 0,4                                                           |
| Total des votes                                               | Total des votes                                               | Total des votes                                               | 183 678                                                       | 100%                                                          |
|                                                               | Les Républicains conservent                                   |                                                               |                                                               |                                                               |

### 2008
| Élection de 2008 du 11e district congressionnel du New Jersey | Élection de 2008 du 11e district congressionnel du New Jersey | Élection de 2008 du 11e district congressionnel du New Jersey | Élection de 2008 du 11e district congressionnel du New Jersey | Élection de 2008 du 11e district congressionnel du New Jersey |
| ------------------------------------------------------------- | ------------------------------------------------------------- | ------------------------------------------------------------- | ------------------------------------------------------------- | ------------------------------------------------------------- |
| Parti                                                         | Parti                                                         | Candidat                                                      | Votes                                                         | %                                                             |
|                                                               | Républicain                                                   | Rodney Frelinghuysen (sortant)                                | 189 696                                                       | 61,8                                                          |
|                                                               | Démocrate                                                     | Tom Wyka                                                      | 113 510                                                       | 37,0                                                          |
|                                                               | Indépendant                                                   | Chandler Tedholm                                              | 3526                                                          | 1,1                                                           |
| Total des votes                                               | Total des votes                                               | Total des votes                                               | 306 732                                                       | 100%                                                          |
|                                                               | Les Républicains conservent                                   |                                                               |                                                               |                                                               |

### 2010
| Élection de 2010 du 11e district congressionnel du New Jersey | Élection de 2010 du 11e district congressionnel du New Jersey | Élection de 2010 du 11e district congressionnel du New Jersey | Élection de 2010 du 11e district congressionnel du New Jersey | Élection de 2010 du 11e district congressionnel du New Jersey |
| ------------------------------------------------------------- | ------------------------------------------------------------- | ------------------------------------------------------------- | ------------------------------------------------------------- | ------------------------------------------------------------- |
| Parti                                                         | Parti                                                         | Candidat                                                      | Votes                                                         | %                                                             |
|                                                               | Républicain                                                   | Rodney Frelinghuysen (sortant)                                | 122 149                                                       | 67,2                                                          |
|                                                               | Démocrate                                                     | Douglas Herbert                                               | 55 472                                                        | 30,5                                                          |
|                                                               | Libertarien                                                   | Jim Gawron                                                    | 4179                                                          | 2,3                                                           |
| Total des votes                                               | Total des votes                                               | Total des votes                                               | 181 800                                                       | 100%                                                          |
|                                                               | Les Républicains conservent                                   |                                                               |                                                               |                                                               |

### 2012
| Élection de 2012 du 11e district congressionnel du New Jersey | Élection de 2012 du 11e district congressionnel du New Jersey | Élection de 2012 du 11e district congressionnel du New Jersey | Élection de 2012 du 11e district congressionnel du New Jersey | Élection de 2012 du 11e district congressionnel du New Jersey |
| ------------------------------------------------------------- | ------------------------------------------------------------- | ------------------------------------------------------------- | ------------------------------------------------------------- | ------------------------------------------------------------- |
| Parti                                                         | Parti                                                         | Candidat                                                      | Votes                                                         | %                                                             |
|                                                               | Républicain                                                   | Rodney Frelinghuysen (sortant)                                | 182 237                                                       | 58,8                                                          |
|                                                               | Démocrate                                                     | John Arvanites                                                | 123 897                                                       | 40,0                                                          |
|                                                               | Indépendant                                                   | Barry Berlin                                                  | 3725                                                          | 1,2                                                           |
| Total des votes                                               | Total des votes                                               | Total des votes                                               | 309 859                                                       | 100%                                                          |
|                                                               | Les Républicains conservent                                   |                                                               |                                                               |                                                               |

### 2014
| Élection de 2014 du 11e district congressionnel du New Jersey | Élection de 2014 du 11e district congressionnel du New Jersey | Élection de 2014 du 11e district congressionnel du New Jersey | Élection de 2014 du 11e district congressionnel du New Jersey | Élection de 2014 du 11e district congressionnel du New Jersey |
| ------------------------------------------------------------- | ------------------------------------------------------------- | ------------------------------------------------------------- | ------------------------------------------------------------- | ------------------------------------------------------------- |
| Parti                                                         | Parti                                                         | Candidat                                                      | Votes                                                         | %                                                             |
|                                                               | Républicain                                                   | Rodney Frelinghuysen (sortant)                                | 109 455                                                       | 62,6                                                          |
|                                                               | Démocrate                                                     | Mark Dunec                                                    | 65 477                                                        | 37,4                                                          |
| Total des votes                                               | Total des votes                                               | Total des votes                                               | 174 932                                                       | 100%                                                          |
|                                                               | Les Républicains conservent                                   |                                                               |                                                               |                                                               |

### 2016
| Élection de 2016 du 11e district congressionnel du New Jersey | Élection de 2016 du 11e district congressionnel du New Jersey | Élection de 2016 du 11e district congressionnel du New Jersey | Élection de 2016 du 11e district congressionnel du New Jersey | Élection de 2016 du 11e district congressionnel du New Jersey |
| ------------------------------------------------------------- | ------------------------------------------------------------- | ------------------------------------------------------------- | ------------------------------------------------------------- | ------------------------------------------------------------- |
| Parti                                                         | Parti                                                         | Candidat                                                      | Votes                                                         | %                                                             |
|                                                               | Républicain                                                   | Rodney Frelinghuysen (sortant)                                | 194 299                                                       | 58,0                                                          |
|                                                               | Démocrate                                                     | Joseph Wenzel                                                 | 130 162                                                       | 38,9                                                          |
|                                                               | Indépendant                                                   | Thomas DePasquale                                             | 7056                                                          | 2,1                                                           |
|                                                               | Libertarien                                                   | Jeff Hetrick                                                  | 3475                                                          | 1,0                                                           |
| Total des votes                                               | Total des votes                                               | Total des votes                                               | 334 992                                                       | 100%                                                          |
|                                                               | Les Républicains conservent                                   |                                                               |                                                               |                                                               |

### 2018
En janvier 2018, le Républicain sortant Rodney Frelinghuysen, après 12 mandats, a annoncé qu'il ne se représenterait pas ; Plus tôt, d'éminents observateurs politiques avaient qualifié le district de « tossup » lors des élections de novembre 2018. Mikie Sherrill, ancien pilote d'hélicoptère de la Marine et Procureur fédéral, était la candidate Démocrate en 2018. Le Représentant d'État Jay Webber du 26e district de l'Assemblée du New Jersey était le candidat Républicain. L'avocat Ryan Martinez était le candidat du Parti Libertarien. Le 6 novembre 2018, Sherrill l'a emporté avec une marge étonnamment importante, battant Webber 56,8 % - 42,1 %. La circonscription s'est déplacée à 33 % vers les démocrates.
| Élection de 2018 du 11e district congressionnel du New Jersey | Élection de 2018 du 11e district congressionnel du New Jersey | Élection de 2018 du 11e district congressionnel du New Jersey | Élection de 2018 du 11e district congressionnel du New Jersey | Élection de 2018 du 11e district congressionnel du New Jersey |
| ------------------------------------------------------------- | ------------------------------------------------------------- | ------------------------------------------------------------- | ------------------------------------------------------------- | ------------------------------------------------------------- |
| Parti                                                         | Parti                                                         | Candidat                                                      | Votes                                                         | %                                                             |
|                                                               | Démocrate                                                     | Mikie Sherrill                                                | 183 684                                                       | 55,06                                                         |
|                                                               | Républicain                                                   | Mike Whalen                                                   | 89 729                                                        | 43,22                                                         |
|                                                               | Indépendant                                                   | James Hill                                                    | 2201                                                          | 1,06                                                          |
|                                                               | Libertarien                                                   | Albert W. Schoeman                                            | 1226                                                          | 0,59                                                          |
|                                                               | No Party                                                      | Autres                                                        | 143                                                           | 0,07                                                          |
| Total des votes                                               | Total des votes                                               | Total des votes                                               | 207 621                                                       | 100%                                                          |
|                                                               | Les Démocrates prennent aux Républicains                      |                                                               |                                                               |                                                               |

### 2020
| Élection de 2020 du 11e district congressionnel du New Jersey | Élection de 2020 du 11e district congressionnel du New Jersey | Élection de 2020 du 11e district congressionnel du New Jersey | Élection de 2020 du 11e district congressionnel du New Jersey | Élection de 2020 du 11e district congressionnel du New Jersey |
| ------------------------------------------------------------- | ------------------------------------------------------------- | ------------------------------------------------------------- | ------------------------------------------------------------- | ------------------------------------------------------------- |
| Parti                                                         | Parti                                                         | Candidat                                                      | Votes                                                         | %                                                             |
|                                                               | Démocrate                                                     | Mikie Sherrill (sortante)                                     | 235 163                                                       | 53,3                                                          |
|                                                               | Républicain                                                   | Rosemary Becchi                                               | 206 013                                                       | 46,7                                                          |
| Total des votes                                               | Total des votes                                               | Total des votes                                               | 441 176                                                       | 100%                                                          |
|                                                               | Les Démocrates conservent                                     |                                                               |                                                               |                                                               |

### 2022
| Primaire Démocrate de 2022 du 11e district congressionnel du New Jersey | Primaire Démocrate de 2022 du 11e district congressionnel du New Jersey | Primaire Démocrate de 2022 du 11e district congressionnel du New Jersey | Primaire Démocrate de 2022 du 11e district congressionnel du New Jersey | Primaire Démocrate de 2022 du 11e district congressionnel du New Jersey |
| ----------------------------------------------------------------------- | ----------------------------------------------------------------------- | ----------------------------------------------------------------------- | ----------------------------------------------------------------------- | ----------------------------------------------------------------------- |
| Parti                                                                   | Parti                                                                   | Candidat                                                                | Votes                                                                   | %                                                                       |
|                                                                         | Démocrate                                                               | Mikie Sherrill (sortante)                                               | 37 475                                                                  | 100%                                                                    |

| Primaire Républicaine de 2022 du 11e district congressionnel du New Jersey | Primaire Républicaine de 2022 du 11e district congressionnel du New Jersey | Primaire Républicaine de 2022 du 11e district congressionnel du New Jersey | Primaire Républicaine de 2022 du 11e district congressionnel du New Jersey | Primaire Républicaine de 2022 du 11e district congressionnel du New Jersey |
| -------------------------------------------------------------------------- | -------------------------------------------------------------------------- | -------------------------------------------------------------------------- | -------------------------------------------------------------------------- | -------------------------------------------------------------------------- |
| Parti                                                                      | Parti                                                                      | Candidat                                                                   | Votes                                                                      | %                                                                          |
|                                                                            | Républicain                                                                | Paul DeGroot                                                               | 12 644                                                                     | 39,3                                                                       |
|                                                                            | Républicain                                                                | Tayfun Selen                                                               | 11 364                                                                     | 35,3                                                                       |
|                                                                            | Républicain                                                                | Toby Anderson                                                              | 6385                                                                       | 19,9                                                                       |
|                                                                            | Républicain                                                                | Ruth McAndrew                                                              | 1325                                                                       | 4,1                                                                        |
|                                                                            | Républicain                                                                | Alexander Halter                                                           | 443                                                                        | 1,4                                                                        |

| Élection de 2022 du 11e district congressionnel du New Jersey | Élection de 2022 du 11e district congressionnel du New Jersey | Élection de 2022 du 11e district congressionnel du New Jersey | Élection de 2022 du 11e district congressionnel du New Jersey | Élection de 2022 du 11e district congressionnel du New Jersey |
| ------------------------------------------------------------- | ------------------------------------------------------------- | ------------------------------------------------------------- | ------------------------------------------------------------- | ------------------------------------------------------------- |
| Parti                                                         | Parti                                                         | Candidat                                                      | Votes                                                         | %                                                             |
|                                                               | Démocrate                                                     | Mikie Sherrill (sortante)                                     | 161 436                                                       | 59,0                                                          |
|                                                               | Républicain                                                   | Paul DeGroot                                                  | 109 952                                                       | 40,2                                                          |
|                                                               | Libertarien                                                   | Joseph Biasco                                                 | 2276                                                          | 0,8                                                           |
| Total des votes                                               | Total des votes                                               | Total des votes                                               | 273 664                                                       | 100%                                                          |
|                                                               | Les Démocrates conservent                                     |                                                               |                                                               |                                                               |

### 2024
| Primaire Démocrate de 2024 du 11e district congressionnel du New Jersey | Primaire Démocrate de 2024 du 11e district congressionnel du New Jersey | Primaire Démocrate de 2024 du 11e district congressionnel du New Jersey | Primaire Démocrate de 2024 du 11e district congressionnel du New Jersey | Primaire Démocrate de 2024 du 11e district congressionnel du New Jersey |
| ----------------------------------------------------------------------- | ----------------------------------------------------------------------- | ----------------------------------------------------------------------- | ----------------------------------------------------------------------- | ----------------------------------------------------------------------- |
| Parti                                                                   | Parti                                                                   | Candidat                                                                | Votes                                                                   | %                                                                       |
|                                                                         | Démocrate                                                               | Mikie Sherrill (sortante)                                               | 48 539                                                                  | 93,2                                                                    |
|                                                                         | Démocrate                                                               | Mark DeLotto                                                            | 3309                                                                    | 6,4                                                                     |

| Primaire Républicaine de 2024 du 11e district congressionnel du New Jersey | Primaire Républicaine de 2024 du 11e district congressionnel du New Jersey | Primaire Républicaine de 2024 du 11e district congressionnel du New Jersey | Primaire Républicaine de 2024 du 11e district congressionnel du New Jersey | Primaire Républicaine de 2024 du 11e district congressionnel du New Jersey |
| -------------------------------------------------------------------------- | -------------------------------------------------------------------------- | -------------------------------------------------------------------------- | -------------------------------------------------------------------------- | -------------------------------------------------------------------------- |
| Parti                                                                      | Parti                                                                      | Candidat                                                                   | Votes                                                                      | %                                                                          |
|                                                                            | Républicain                                                                | Joseph Belnome                                                             | 25 608                                                                     | 86,8                                                                       |
|                                                                            | Républicain                                                                | John Sauers                                                                | 2425                                                                       | 8,2                                                                        |
|                                                                            | Républicain                                                                | Raafat Barsoom                                                             | 1464                                                                       | 5,0                                                                        |

| Élection de 2024 du 11e district congressionnel du New Jersey | Élection de 2024 du 11e district congressionnel du New Jersey | Élection de 2024 du 11e district congressionnel du New Jersey | Élection de 2024 du 11e district congressionnel du New Jersey | Élection de 2024 du 11e district congressionnel du New Jersey |
| ------------------------------------------------------------- | ------------------------------------------------------------- | ------------------------------------------------------------- | ------------------------------------------------------------- | ------------------------------------------------------------- |
| Parti                                                         | Parti                                                         | Candidat                                                      | Votes                                                         | %                                                             |
|                                                               | Démocrate                                                     | Mikie Sherrill (sortante)                                     | TBD                                                           | TBD                                                           |
|                                                               | Républicain                                                   | Joseph Belnome                                                | TBD                                                           | TBD                                                           |
|                                                               | Vert                                                          | Lily Benavides                                                | TBD                                                           | TBD                                                           |
|                                                               | Indépendant                                                   | Joshua Lanzara                                                | TBD                                                           | TBD                                                           |
| Total des votes                                               | Total des votes                                               | Total des votes                                               | TBD                                                           | 100%                                                          |
|                                                               |                                                               |                                                               |                                                               |                                                               |